# 劉放吾
劉放吾（1899年5月26日—1994年6月29日），原名劉繼樞，號不羈，湖南桂陽人。黄埔軍校第六期，陸軍大學特七期，中華民國陸軍少將，曾參與一二八上海抗戰、淞滬會戰與武漢會戰。1942年參與中國遠征軍入緬作戰，為陸軍第66軍新編第38師第113團團長，同年4月率部於緬甸仁安羌力戰日軍，為盟軍解圍，創造中國抗戰史上輝煌的「仁安羌大捷」。該役是清朝中葉鴉片戰爭百餘年來，中國在境外的首勝，消息傳出，震驚中外，國府也為中國軍隊揚威異域特訂每年4月20日為「國軍克服仁安羌解救英軍紀念日」。

## 早年
1929年5月30日黄埔軍校第六期步兵科畢業。9月任軍校教導隊學生隊排長。1930年6月1日任國民革命軍總司令部教導師特務連排長。12月1日任警衛軍特務營3連連長。1931年12月1日任5軍特務營3連連長。1932年2月在第5軍連長任內，參加了「一二八」上海抗戰。11月1日任稅警總團4團5連連長，後升任營長。1933年9月入廬山軍官訓練團3期學習，同年10月畢業。

## 抗日
抗日戰爭爆發後，1937年10月1日任稅警總團幹校軍士隊少校隊長。1939年3月1日任稅警總團第二團第二營營長，參與淞滬會戰與武漢會戰。

### 仁安羌之戰
1942年初，日本攻佔馬來亞後，開始攻打緬甸，危及援華物資運輸線滇緬公路。在英國求助下，中國集合最精銳的三個軍（第5軍、第6軍與第66軍）約10萬人，編成為中國遠征軍向緬甸進攻。稅警總團改編為陸軍新編第38師，隸屬第66軍，劉放吾任新編第38師第113團上校團長隨軍入緬，作為預備隊駐守曼德勒。
3月，日軍占領仰光後，分兵三路北犯，盟軍亦分三路迎敵。中國遠征軍第5軍與第6軍分别擔任正面及左翼作戰，英軍則以右翼伊洛瓦底江沿線爲主要守備區。
4月14日，右翼英緬軍一師打算放棄馬格威北撤到仁安羌，日軍33師團三個聯隊約13000餘衆，其中213荒木聯隊沿英軍退卻方向一路追擊，215原田聯隊沿伊洛瓦底江溯江而上，214作間聯隊配備特種兵穿插迂回，迅速占領仁安羌油田區附近，斷絕英軍歸路，在4月16日夜間至17日凌晨，将英緬軍一師包圍於仁安羌油田東北與平牆河以南地區。作間再派屬下高延大隊渡過平牆河，在北岸建立封鎖線，並將英軍前哨部隊的彈藥、醫藥與糧食等補給線隔斷，且采取雙線封鎖，令英軍無法接近水源。
之前4月14日遠征軍司令長官羅卓英應中緬印戰區總司令亞歷山大請求，指示命新38師師長孫立人派第113團劉放吾團長，率團前往解救英軍。4月16日下午四時，劉放吾率部趕到仁安羌北部小鎮巧克伯當。4月17日，英緬軍司令斯利姆中將聽說中國遠征軍第113團已抵達巧克伯當，精神一振並立即驅車前往會晤。
斯利姆在其回憶錄《反敗爲勝》中描述了會見劉放吾團長並下達命令的情形：「我在巧克柏當村裏一棟殘存的建築物樓上見到劉團長，他相當清瘦，方正的臉上透出剛毅。他佩戴一副野戰眼鏡及一把駁殼槍，我們通過英軍翻譯官介紹握手後，旋即攤開地圖言歸正傳。在敘述戰況之間，團長給我的印象是反應敏捷。他了解我要他率團立即搭乘已備妥的卡車，迅速開往平牆河，我告訴他計劃於18日清晨渡河攻擊，以呼應英緬軍一師突圍。」在解釋完情況及下達命令後，斯利姆要求立即行動，「但他說若非經孫師長下令，他不能離開巧克柏當。」斯利姆解釋：「孫將軍已受令歸我指揮，如果他在此地我會對他下令，他也會遵命。」劉團長雖然同意斯利姆將軍的說法，卻依然堅持要孫師長同意，在堅持一個半小時後「他終於露出微笑，而且同意照辦。他爲何改變主意我不得而知，猜測在我們對談間，進出房間的官兵已將消息傳達孫將軍，並獲肯定回音。」「他一旦付諸行動，我簡直無懈可擊，事實上在往後幾天我相當激賞他的表現。」
劉放吾多年後回憶當時的情況，他出示紙張已經泛黃，筆跡卻因妥善保存而依舊清晰的斯利姆手令，解說這段鮮為人知的歷史：斯利姆於4月17日上午11時簽字發出的手令：「致第113團團長劉上校：茲派貴官率領貴團全部乘汽車至賓河地區，在該處你將與安提斯准將會合，他將以所有戰車支援你的部隊。你的任務是攻擊並消滅賓河北岸約兩英里公路兩側之敵。W.J.Slim中將。1942年4月17日上午11時。」
劉放吾證實斯利姆來到巧克伯當的團部，他說：「我並不知道新編第38師劃歸斯利姆指揮，他的命令又寫在很隨便的一張紙條上，很難令人相信…所以一直到以無線電與在曼德勒的孫師長連絡確定後，我們馬上奉命行事。」
第113團隨即在團長劉放吾率領下抵達仁安羌平牆河北岸，並於當晚與日軍交火。高延大隊在第113團的壓力下撤回平牆河南岸，僅留一中隊駐守北岸。
斯利姆將軍深知這場戰役的成敗，完全取決於劉團長的指揮與部署。在18日拂曉攻擊前，斯利姆將軍對劉放吾團長領導攻擊還有些不放心，他擔心劉團長還會出現17日受命時的遲疑。斯利姆將軍將這點疑慮告知於18日早晨趕到前線的孫立人將軍，孫將軍表示：「我們去看看。」
這一視察讓斯利姆對劉放吾團長印象更為深刻，在《反敗為勝》中，斯利姆記載道：「劉上校似乎窺出我的心意，他說：『到營部看看。』在相當接近前線的營部，他經由孫將軍翻譯解釋連隊部署，對軍隊的部署我相當滿意並準備後退之際，劉上校說：『我們再往連部走走。』斯利姆將軍大吃一驚：『我不確定在戰鬥即將開始的一刻，我該接近連部，但為了面子，雖然不情願，我還是涉水到達連指揮所。』斯利姆甫抵達指揮所，「攻擊的槍砲聲頓起，這些中國軍人沒有任何遲疑，根據他們利用地形的熟稔程度判斷，我認為很多人一定經過砲火的洗禮。日軍在中國部隊突破他們防線時反應很大，上校轉身看著我，我真擔心他會說要到排部去，所幸他未再提議，只望著我露齒而笑。只有優秀幹練的軍人，才能在槍林彈雨中面無懼色，露齒而笑。」斯利姆經由這次的視導，看出第113團是支訓練嚴格、有作戰經驗的部隊，對團長在砲火下的勇敢沉著深具信心。
戰事很快全面展開，第113團在協同作戰的英軍戰車及配屬炮兵（當時英軍有一個重炮隊及一個戰車隊，十二輛十八噸的M3A3戰車都歸劉團長指揮）掩護下，向平牆河北岸的日軍採取兩翼包圍態勢，開始攻擊。這樣一來，敵軍包圍了英軍，我軍包圍了日軍，日軍腹背受敵，勢至不利，但仍恃其精良配備，負隅頑抗，同時以巨炮及飛機向我軍陣地猛烈轟射。我軍以昂揚鬥志，必勝信念以及熾烈火力，除施以兩面夾擊外，並向敵正面反覆衝殺，直到午後四時，敵軍傷亡慘重，終於放棄陣地，紛紛涉水逃竄。當天晚上，我軍一面就已佔領各要點，徹夜固守，以防敵人反攻，一方面派小部隊向當面之敵作擾亂攻擊 。
19日凌晨，劉放吾團長指揮全團趁黑渡過平牆河，撲向日軍陣地，此時的戰鬥較之18日更為激烈，第113團士兵與日軍短兵相接，憑藉平常精良的訓練與日軍展開廝殺，將生死置之度外。日軍多年來與中華民國軍隊作戰幾乎都是採取進攻態勢，充滿驕兵心態，日軍第33師團自仙台編成離開日本後，從中華民國內地與東南亞一路橫掃過來沒有打過敗仗，從來沒遇到敢這樣主動向他們發起進攻且戰鬥力十足的中華民國軍隊，本占兵力優勢的日軍盡被打懵了頭 。
但日軍畢竟訓練有素，其指揮官迅速調集兵力增援，拼命將113團阻截在平牆河南岸距離最後一道封鎖線敦貢村（Twingon）約陣地，使得第113團對南岸陣地的爭奪難度超過預期。從早上8點到午後1點，兩軍頂著超過的高溫酷熱對平牆河南岸制高點501高地展開數次拉鋸，每次陣地丟失，日軍即以大隊飛機和火炮向第113團猛烈轟炸和炮擊，日軍側面包抄的增援部隊在戰機大炮掩護下也全線向陣地反撲，隨著戰事延展，日軍兵力不斷投入到南岸501高地一線，兩軍繼續展開白刃肉搏，在501及周邊數座小山頭間反覆衝殺，戰鬥趨於白熱化。
處在主力梯隊指揮部隊的劉團長明白此戰已無路可退，只能同日軍決一死戰，透過指揮網指揮各營連長官率部反覆衝殺，不斷打退日軍瘋狂的反撲。劉放吾兩次在上海直接面對凶頑的日軍，累積相當的對日作戰經驗，今次指揮劣勢兵力向日軍發動攻勢作戰，流淌在軍人血液中那種戰鬥至死的精神，使他和逆境中的第113團全團戰士爆發出巨大能量，與日軍殊死相搏在異國的土地上。
血戰至午後一時，劉團長終於指揮第113團攻下日軍設在平牆河南岸的第二道封鎖線，占領控制整個戰場的501戰略高地，再於午後三時攻入最後一道封鎖線敦貢村，自此油田區全部為我軍克復，英軍主力得以突圍而出，被俘官兵及被困英美傳教士、記者和僑民等亦陸續被救出，戰至黃昏，日軍被徹底擊潰，紛紛潰逃至仁安羌鎮區南部等待師團主力增援。
英軍大部突圍後，日軍第33師團主力部隊陸續趕至集中到仁安羌南部。213荒木聯隊於19日下午進入仁安羌，215原田部隊於20日凌晨登陸仁安羌， 此時解圍戰鬥已基本結束。如果不是劉放吾團長指揮第113團拼死為英軍及時打開日軍封鎖，待日軍主力追至完成合圍，戰場形勢會完全改觀，被圍英軍後果將不堪設想，生死僅在一線之間。
後來，這批逃出生天的英軍大部分在那場對盟軍整個CBI戰區乃至整個二戰進程都有深遠影響的一役——英帕爾（Imphal）會戰中發揮至關重要作用，亞洲的敦克爾克由此而來。據當時合衆社戰地記者傑克•貝爾登(Jack Belden )記述，撤退途中英軍遇到接應的113團将士，感激之情溢于言表，有的涕泗縱橫慶祝生還，有的則握拳高呼：中國萬萬歲！(Chung Kuo Wan Wan Sui!)
整個仁安羌解圍戰，劉放吾團長指揮所部第113團以不足一團僅八百餘人之兵力，在一部分英軍戰車、重炮協同下擊潰優勢兵力之日軍，擊斃日軍數百名，另俘虜日軍3名，擄獲敵旗幟武器彈藥等甚多，救出被圍數日之英軍7000餘人、為數甚多的馬匹，另有被俘、被困之官兵、英美新聞記者、傳教士和平民等500餘人均亦安全脫險，並奪回被敵軍擄去之英方輜重及汽車百餘輛，均悉數交還英方，締造震驚中外之仁安羌大捷，實為我遠征軍入緬作戰史上最光榮之一頁。在這場解圍戰中，第113團也付出營長張琦、連長顧紀常、劉竹秋、莊陶等共202名官兵犧牲的代價，其中負責主攻的第1營傷亡最大。
第113團的胜利，得到蒋委员长的肯定，授六等雲麾勳章表彰劉放吾，对缅甸战局的好转亦有所期待。於解圍戰鬥結束後，20日的日记有如次记载，曰：我孙立人师之刘团在叶南阳（按：仁安羌）油田中心区击退敌军，救出英缅军7,000人，而叶南阳亦得克復，经此一战，乃缅战转胜之机乎？更在日記的最後一段特別寫道明天預定要做的四件事，「預定一」就是「電獎劉團長」。次日，蔣中正親筆擬寫一份嘉勉電讓侍從室回復羅卓英轉達到劉放吾，並讓劉放吾將陣亡官兵姓名詳報以憑敍勛，通令全團再接再勵，奮勇致果以竟全功，用副厚望。
另外，在仁安羌大捷發生八個月之後，中華民國政府分別與美國、英國在華盛頓、重慶簽定了平等互惠條約，以取代舊時之不平等條約，為中英南京條約後中國的百年屈辱，畫下句點，亦顯見國際社會重視我軍對此役的貢獻。
1992年4月初，仁安羌大捷50週年之際，英國前首相柴契爾夫人在美國芝加哥會見已定居洛杉磯的中國遠征軍新38師113團團長劉放吾將軍，她感謝老將軍50年前在緬甸仁安羌解救英軍。同年，中華民國國防部重新開模補發給劉放吾將軍陸海空軍甲種一等獎章。
當年跟著史迪威將軍的懷曼上校（後任美國四星上將），在他的著作當中寫到：「113團的故事就像是一首美麗的詩篇（The story of the 113th regiment is really an epic）。」
仁安羌之戰後，盟軍戰略性退出緬甸。劉放吾又被第5軍軍長杜聿明派到卡薩，率第113團掩護第5軍撤退。第113團是最光榮的一團，也是十萬遠征軍中最後一支離開戰場的部隊。
經過一個多月的艱苦轉戰，6月7日，第113團終於在劉放吾團長的指揮率領下，受日軍數次堵截均轉危為安，抵達印度普拉（Pra）村歸還建制。相比在野人山中穿梭傷亡慘重的遠征軍主力部隊，劉放吾再一次創造戰場奇跡，以優秀的指揮才能及對形勢的正確判斷帶領負責殿後的部隊突破日軍的圍追堵截，克服緬北叢林的艱難險阻安全撤出，顯示出取勝仁安羌之戰絕非偶然。
經過這段艱苦轉戰，劉放吾也積勞成疾，最後在盟軍醫院療養兩個月才得以康复。1942年秋，劉放吾參加印度藍姆伽戰術班二期受訓，曾任駐印遠征軍汽車學校主任。1943年秋，回國考入陸軍大學特七期就讀。1946年1月，劉放吾因緬甸仁安羌戰役功績獲國民政府頒發陸海空軍甲種一等獎章（按：當時僅拿到獎章證書）。

## 國共內戰
1946年夏，劉放吾在陸軍大學畢業後，回到以新38師為班底的新一軍擔任幹部教導隊大隊長，同年底奉令調升東北保安第12支隊（驻长春，1948年初改编為暫編第六十一師隸屬属於新成立的新七軍）少將副司令，參與國共內戰；1947年秋奉調陸軍騎兵第二旅副旅長並代理旅長，後又轉新七軍任高參。1948年5月因母病請假回到南京。

## 臺灣
1948年12月抵臺，擔任陸軍訓練司令部高參，翌年5月任軍校第四軍訓練班軍官大隊少將大隊長。
1949年10月1日任學生總隊少將總隊長。
1950年9月1日任軍校幹訓總隊少將總隊長。
同年秋，任第80軍幹訓班上校副主任。
1952年1月兼任陸軍補充兵幹部集訓班主任。9月任第80軍幹訓班少將副主任。11月初去兼職。
1954年1月以少將軍階退役。
退役後，因生活困頓，求助做煤球生意的舊部，即參加仁安羌戰役的第一營營長楊振漢做過煤球生意，在屏東開一家煤球店。
1977年，劉放吾夫婦移居美國。

## 仁安羌大捷50週年纪念
4月20日，仁安羌大捷50週年當天，美國加利福尼亞州州長彼得·威爾遜致函這位將軍：
|  | 我很高興與你一同慶祝第二次世界大戰緬甸仁安羌大捷。我知道你親歷大戰，且對50年前這段歷史記憶深刻。只有熱心忠誠的人，才能領軍在戰鬥中取勝，或奮不顧身參加戰鬥，你已經證明了自己出類拔萃的才能。身爲中國遠征軍第113團團長，你曾面臨解救英軍、美國記者及傳教士的艱苦戰鬥，雖然兵員損失三分之一，你及官兵仍然克敵制勝，完成任務。你的英勇，促成戰役捷報。 |

美國洛杉磯議會議長迪恩·達納（Deane Dana）也於同日致賀：
|  | 你拯救的不僅是一代人，而且還有這一代人的子子孫孫。 |

6月10日，時任英國國防部長馬爾康·芮夫金代表英國官方正式致函劉放吾將軍：
|  | 瑪格麗特·柴契爾夫人寫信告訴我：她4月在紐約與您會晤，並告知1942年4月於緬甸仁安羌，您及您所領導的全團官兵，解救被日軍包圍的英緬第一師的英勇事蹟。今年是此戰役五十週年，該役發生在對日作戰最黑暗的時期，也是最爲艱苦的一場戰役，貴團官兵爲解救英軍傷亡慘重，請讓我在這裏，向您和您領導的貴團官兵解救英軍于危難的義舉表達最誠摯的謝忱。 |

7月27日，美國總統布希親自致函劉放吾將軍表示：
|  | 二次大戰仁安羌戰役中，您領導的中國遠征軍113團的英勇作戰，雖然不少勇士爲此捐軀。在此役五十週年之際，我願代表國家，感謝您解救五百美國記者、傳教士、家屬及數千英軍的英勇行爲。 |

## 總統褒揚令
中華民國總統馬英九2011年12月23日明令褒揚陸軍少將劉放吾，表彰他參與一二八淞滬會戰、八一三上海會戰等重大戰役，以及於緬甸仁安羌力戰日軍，為盟軍解圍的卓越貢獻。
總統褒揚令全文為：
|      | 陸軍少將劉放吾，識宇標峻，端宜方純。少歲趨庭承訓，仁孝傳家繼世；迺以四郊多壘，矢志效命疆埸，爰獻身黃埔軍官學校，擐甲披袍，彌彰智勇。歷任團長、東北保安支隊副司令、騎兵副旅長、陸軍官校幹訓總隊總隊長暨陸軍高級參謀等職，秉果毅資賦，懷俊秀雄才，出膺戎寄，委重投艱。抗日軍起，迭預一二八淞滬會戰、八一三上海會戰，抒忠赴難，浴血鋒鏑；振旅奮戟，戮力安攘。嗣奉召率部馳援緬甸仁安羌英軍，攻殲奏捷，揚庥異域；復掩護撤離卡薩，見危受命，高義夙彰。旋於旁濱、南先慶諸地作殊死戰，得使盟軍成功撤退，枹鼓相應，蜚聲國際。綜其生平，馳騁四裔，擊寇讎強弩之末；金戈鐵馬，開禦敵必勝之勢，勳績懋猷，史冊聿昭。斯人已遠，軫悼彌深，應予明令褒揚，用示政府篤念忠藎之至意。 |
| ——。 | |

## 英老兵致謝
2012年9月16日英國二戰英緬第一師老兵杰拉德·費茲派翠克（Gerald Fitzpatrick）首度造訪美國，向當時領導中國遠征軍113團團長劉放吾的長女劉偉華、次子劉偉民，當面致謝。費茲派翠克在2000年寫成《No Mandalay, No Maymyo (79 Survive)》一書，2012年5月再出 《Ditched in Burma》一書。記錄被二戰英緬軍總司令亞歷山大刻意隱瞞的戰況真相。中華民國駐美代表處軍事代表團團長黎賢聖少將，17日也以一面中華民國國防部建國百年紀念牌贈與費茲派翠克，感謝他著書還原仁安羌戰役歷史真相。2013年3月27日，馬英九總統上午接見英國退役陸軍上尉費茲派翠克（Gerald Fitzpatrick）伉儷，其第三本著作《Chinese Saves Brits in Burma》也已面世。

## 相關著作

### 中國遠征軍系列叢書
臺灣政治大學人文中心從2017年起，推動中國遠征軍史實研究，彙集世界重要檔案館所藏，以及第二次世界大戰結束以來的專刊、論文、報章等，廣邀及海內外抗戰史學者，舉辦數十次學術討論、三次大型研討會，將研究成果出版成書，集結為「中國遠征軍系列叢書」，共計11 冊。從太平洋戰爭乃至第二次世界大戰的角度，微觀與宏觀並進，重新檢視遠征軍的意義與影響。劉放吾將軍之子劉偉民著《傳奇詩篇：劉放吾將軍與仁安羌大捷》收入其中。
「仁安羌大捷」是我們中華民族，在被人打得趴下的年代，少有的榮光。往事並不如煙，《傳奇詩篇：劉放吾將軍與仁安羌大捷》記述了中國遠征軍第113團團長劉放吾的奇幻人生，史事清晰，情文並茂，有仁安羌戰史的蒙塵，有歷史真相的澄清。
劉放吾團長留下親筆文字〈「仁安羌」痛殲日寇記：最光榮的一團，最後離出戰場！〉，是其在戰場上的感受與親身經歷的珍貴史料。仁安羌義救英軍，在國際上為苦難的國家爭光，是「至高榮譽的昇華」，卡薩掩護大軍撤退，孤軍殿后，功成身不能退，歷經野人山艱苦備嘗，在敵人炮艇追擊下，率團泅渡清得溫江，九死一生，是「歷險重生的意境」，攻守兩傳奇，相互輝映，成為最光榮的一團，最後離出戰場。團長的能攻善守，充分展現黃埔軍人的智勇善戰與堅毅卓絕，成功與赴義盡顯軍人魂。
歲月無情，歷史有情，冒牌將軍案轟動兩岸三地，英國倖存老兵跨海謝恩，緬甸仁安羌建碑，湖南衡山忠烈祠迎靈，英美領袖褒揚與致敬，……
在在突顯了這段歷史的精彩與傳奇。

## 劉放吾將軍紀念網
為紀念劉放吾將軍，傳承中國遠征軍歷史，劉放吾後人建立「劉放吾將軍紀念網」集史料檔案、學者專著、圖片影像、媒體報導等一體，是了解和研究劉放吾將軍生平及遠征緬甸指揮取得仁安羌大捷的權威性資料網站。

## 備註
1. ↑  是1992年4月11日在芝加哥的卡爾登酒店